# Eckes Granini
Eckes Granini est une entreprise allemande spécialisée dans la fabrication et la distribution de jus de fruits. En France, elle possède les marques Joker, Réa, ainsi que la marque internationale Granini.
Eckes Granini est présent aujourd'hui dans plus de 70 pays. Un grand nombre de marques lui appartiennent : Pago, Granini, Clippo, Fruchttiger, Hohes C, Joker, Marli, Mehukatti, Réa, Sio und Yo…

## Histoire
En 1857, Peter Eckes crée l'entreprise Eckes qui au départ s'occupait de la distillation du vin dans la Hesse rhénane (Rheinhessen).
En 1994, le groupe Eckes Granini est formé, lorsque Eckes rachète à Melitta la marque de jus de fruits Granini, créée en 1964 par Heinz Schürman en Allemagne. Granini est présente dans de nombreux pays d'Europe, dont en France depuis 1980.
Sa filiale française, Eckes Granini France, est créée en 1995. En 1998, elle prend le contrôle des Vergers d'Alsace, et de la marque de jus de fruits Réa, puis de Joker en 2001. Elle est basée à Mâcon en Saône-et-Loire.
« Les Vergers d'Alsace », une unité de production de jus de fruits pour les marques de distributeurs située à Rimsdorf (Bas-Rhin), a été vendue au groupe LSDH en 2008.
En décembre 2012, Eckes Granini annonce l'acquisition de Pago à Brau Union, une filiale de Heineken, la production de Pago pour la France est relocalisée à Mâcon, qui était déjà l'unité de production de Joker.
En 2016, Arla Foods vend sa filiale Rynkeby Foods, spécialisée dans les jus de fruits à Eckes Granini, pour 894 millions de couronnes danoises, dans l'objectif de se concentrer dans les produits laitiers.

## Activité
L'entreprise employait 2 144 personnes en 2004. Eckes Granini possède une part de marché de 13,6 % en France en 2011 et réalise un chiffre d’affaires de 190 millions d’euros. Le groupe emploie 300 collaborateurs et dispose de 2 sites de production en France : les sites historiques de Joker, à Mâcon (Saône-et-Loire), et celui de Réa, à Sarre-Union depuis 1956. 95 % des jus de fruits vendus par Eckes Granini sont fabriqués en France (seuls les produits Granini sont fabriqués à l'étranger).
Eckes Granini a pour concurrents en France les groupes PepsiCo (marque Tropicana), Orangina Schweppes (Pampryl), Fruité EntreprisesSuperior Taste Award (Fruité et Pressade), The Coca-Cola Company (Minute Maid, Ocean Spray et Capri-Sun), Caraïbos…